# Айяна
Айяна — правитель імперії Західних Чалук'їв.